# Luka Janežič
Luka Janežič (ur. 14 listopada 1995 w Lublanie) – słoweński lekkoatleta specjalizujący się w biegach sprinterskich.
Na międzynarodowej imprezie mistrzowskiej zadebiutował w 2011, odpadając w eliminacjach 200 metrów na mistrzostwach świata juniorów młodszych. Półfinalista juniorskich mistrzostw Europy w Rieti (2013) i światowego czempionatu juniorów w Eugene (2014). W 2015 zdobył brązowy medal młodzieżowych mistrzostw Europy w biegu na 400 metrów oraz wystąpił na mistrzostwach świata w Pekinie. Na początku 2016 wystartował na światowym czempionacie w hali, podczas którego został zdyskwalifikowany z biegu półfinałowego, natomiast w połowie tego roku wystąpił w finale biegu na 400 metrów na mistrzostwach Europy w Amsterdamie, gdzie zajął piąte miejsce. Złoty medalista młodzieżowego czempionatu Europy (2017).
Stawał na najwyższym stopniu podium mistrzostw Bałkanów.
Wielokrotny mistrz i rekordzista Słowenii oraz reprezentant kraju na drużynowych mistrzostwach Europy i w meczach międzypaństwowych.

## Osiągnięcia
| Rok  | Impreza                               | Miejsce         | Konkurencja             | Pozycja    | Wynik   |
| ---- | ------------------------------------- | --------------- | ----------------------- | ---------- | ------- |
| 2011 | Mistrzostwa świata juniorów młodszych | Lille Metropole | bieg na 200 metrów      | eliminacje | 22,49   |
| 2013 | II liga drużynowych mistrzostw Europy | Kowno           | bieg na 400 metrów      | 4. miejsce | 47,43   |
| 2013 | Mistrzostwa Europy juniorów           | Rieti           | bieg na 200 metrów      | półfinał   | 21,27   |
| 2013 | Mistrzostwa Europy juniorów           | Rieti           | bieg na 400 metrów      | półfinał   | 47,31   |
| 2014 | I liga drużynowych mistrzostw Europy  | Tallinn         | bieg na 400 metrów      | 4. miejsce | 47,92   |
| 2014 | I liga drużynowych mistrzostw Europy  | Tallinn         | sztafeta 4 × 400 metrów | 8. miejsce | 3:10,72 |
| 2014 | Mistrzostwa świata juniorów           | Eugene          | bieg na 200 metrów      | półfinał   | 21,41   |
| 2014 | Mistrzostwa świata juniorów           | Eugene          | bieg na 400 metrów      | półfinał   | 47,06   |
| 2015 | Halowe mistrzostwa Europy             | Praga           | bieg na 400 metrów      | półfinał   | DNS     |
| 2015 | Młodzieżowe mistrzostwa Europy        | Tallinn         | bieg na 400 metrów      | 3. miejsce | 45,73   |
| 2015 | Mistrzostwa świata                    | Pekin           | bieg na 400 metrów      | eliminacje | 45,28   |
| 2016 | Halowe mistrzostwa świata             | Portland        | bieg na 400 metrów      | półfinał   | DQ      |
| 2016 | Mistrzostwa Europy                    | Amsterdam       | bieg na 400 metrów      | 5. miejsce | 45,65   |
| 2016 | Igrzyska olimpijskie                  | Rio de Janeiro  | bieg na 400 metrów      | półfinał   | 45,07   |
| 2017 | Halowe mistrzostwa Europy             | Belgrad         | bieg na 400 metrów      | eliminacje | DQ      |
| 2017 | II liga drużynowych mistrzostw Europy | Tel Awiw        | bieg na 200 metrów      | 1. miejsce | 20,60   |
| 2017 | II liga drużynowych mistrzostw Europy | Tel Awiw        | bieg na 400 metrów      | 1. miejsce | 45,47   |
| 2017 | II liga drużynowych mistrzostw Europy | Tel Awiw        | sztafeta 4 × 400 metrów | 1. miejsce | 3:08,56 |
| 2017 | Młodzieżowe mistrzostwa Europy        | Bydgoszcz       | bieg na 400 metrów      | 1. miejsce | 45,33   |
| 2017 | Mistrzostwa świata                    | Londyn          | bieg na 400 metrów      | eliminacje | 46,06   |
| 2018 | Halowe mistrzostwa świata             | Birmingham      | bieg na 400 metrów      | półfinał   | 46,37   |
| 2018 | Mistrzostwa Europy                    | Berlin          | bieg na 400 metrów      | 5. miejsce | 45,43   |
| 2019 | Halowe mistrzostwa Europy             | Glasgow         | bieg na 400 metrów      | 4. miejsce | 46,15   |
| 2019 | Mistrzostwa świata                    | Doha            | bieg na 400 metrów      | eliminacje | 46,84   |

## Rekordy życiowe
- bieg na 200 metrów – 20,60 (2017)
- bieg na 300 metrów – 31,89 (2017) rekord Słowenii
- bieg na 400 metrów (stadion) – 44,84 (2017) rekord Słowenii
- bieg na 400 metrów (hala) – 46,02 (2018) rekord Słowenii